# Alianza Nacional (Uruguay)
Alianza Nacional es un sector político del Partido Nacional de Uruguay. Fundado y liderado por el senador Jorge Larrañaga, quien durante el periodo 2004-2008 presidió el Directorio del Partido Nacional. En la actualidad sus principales dirigentes son Carlos Camy, Guillermo Besozzi, Jorge Larrañaga Vidal y María Fajardo.

## Orígenes
Este sector nació a la vida política a fines de 1999, en el marco de una campaña electoral que estrenaba un nuevo sistema de elecciones internas y balotaje. Antes de llevar este nombre, existió otro movimiento, Nueva Fuerza Nacional, que a su vez tuvo su génesis en el llamado "Grupo de los Intendentes": Jorge Larrañaga, Héctor Leis, Domingo Burgueño Miguel, Eber da Rosa y Walter Campanella. Entre sus postulados se destacaban la necesidad de una renovación en la conducción del partido y de una mayor identidad con posturas consideradas históricas, como la defensa del trabajo, la producción nacional, el agro, como elementos fundamentales en materia económica y en los temas sociales y políticos del país. Por el fallecimiento de Leis y Burgueño dicho movimiento quedó en parte desarticulado.

## Evolución

### Ciclo electoral 1999-2000
Larrañaga siguió adelante y creó la corriente alternativa en el Partido Nacional, en un principio con el nombre de "Nueva Fuerza Nacional". Su aspiración era ser el candidato a la vicepresidencia de Juan Andrés Ramírez, si el mismo hubiese resultado electo candidato único del partido. En la campaña electoral de octubre de 1999 adoptó la denominación de Alianza Nacional e hizo propaganda con el eslogan "Sin ataduras". Larrañaga encabezó la lista senatorial de su sector, conquistando una banca en el Senado junto con Carlos Julio Pereyra. Al principio participaron con los ministros Álvaro Alonso y Sergio Abreu en la coalición de Jorge Batlle y Luis Alberto Lacalle pero, con el paso de los meses, desde el Senado Larrañaga fue poco a poco desarrollando una actitud opositora hacia el gobierno e intensificando su perfil wilsonista.

### Ciclo electoral 2004-2005
A medida que se acercaban las elecciones de 2004 Larrañaga se fue perfilando como candidato de alternativa en el Partido Nacional. Había otros precandidatos potenciales, que fueron uno a uno acompañando a Larrañaga: Sergio Abreu, Francisco Gallinal, Juan Andrés Ramírez, Ruperto Long y Alberto Volonté. También recibió la adhesión de varios dirigentes como Gonzalo Aguirre Ramrez, Alberto Zumarán, Jorge Machiñena, Carlos Julio Pereyra, Javier García y Pablo Iturralde. Este movimiento aluvional de políticos, sumado al empuje personal de Larrañaga, le merecieron conquistar la candidatura única del Partido Nacional a la Presidencia de la República, derrotando a Lacalle por 2 a 1.
En las elecciones de octubre de 2004 el sector conquistó seis escaños en el Senado: Jorge Larrañaga, Sergio Abreu, Eber da Rosa Vázquez, Julio Lara, Carlos Moreira y Ruperto Long; y diecinueve diputados.
El sector mantuvo una actitud opositora al gobierno de Tabaré Vázquez, realizando una interpelación a los ministros Astori y Gargano con motivo de un proyecto de tratado de libre comercio con Estados Unidos de América.

### Ciclo electoral 2009-2010
A inicios de 2008 las encuestas mostraban a Alianza Nacional como un sector nacionalista destinado a cosechar una nutrida votación. No obstante, a medida que se fueron acercando las elecciones internas de junio de 2009, la competencia con otros sectores nacionalistas se fue volviendo cada vez más ajustada. Finalmente, Larrañaga salió segundo, siendo derrotado por el líder de Unidad Nacional, Luis Alberto Lacalle. En las elecciones presidenciales de octubre, y siendo Larrañaga el candidato a vicepresidente, encabezó también la lista del sector al Senado. Alianza Nacional obtuvo cuatro senadores y una decena de diputados. 
Una vez instalado el gobierno de José Mujica, y a diferencia de lo ocurrido durante el primer gobierno frenteamplista, Alianza Nacional propició un diálogo con el gobierno y decidió participar en la integración de los directorios de Entes Autónomos. En julio de 2010 Larrañaga llamó a su partido a realizar una autocrítica y una "reforma profunda". En octubre de 2010, en el marco de las negociaciones parlamentarias por el levantamiento del secreto bancario, Alianza Nacional hizo su aporte al tema, con vistas a limitarlo a casos excepcionales.

### Ciclo electoral 2014-2015
De cara a las elecciones internas de junio de 2014, Larrañaga recibió el apoyo de diversos dirigentes escindidos de Unidad Nacional: Francisco Gallinal, Ana Lía Piñeyrúa, Verónica Alonso y Pablo Abdala, entre otros. A su vez sufrió el alejamiento de Sergio Abreu y Javier García Duchini. Alianza Nacional, entonces, se integró a un grupo más amplio que se denominó "Futuro Nacional".
Son figuras relevantes del sector los senadores Eber da Rosa Vázquez (secretario general), Carlos Moreira y el senador suplente Carlos Daniel Camy; los diputados Jorge Gandini y Pablo Iturralde, así como varios intendentes: Colonia (Walter Zimmer), Paysandú (Bertil Bentos), Soriano (Guillermo Besozzi), Río Negro (Omar Lafluf), Cerro Largo (Sergio Botana), Lavalleja (Adriana Peña), Treinta y Tres (Dardo Sánchez Cal) y Tacuarembó (Wilson Ezquerra).

### Ciclo electoral 2019-2020
Previo a las elecciones internas de junio de 2019, la senadora Verónica Alonso abandonó el sector para explorar su propio camino como precandidata; Pablo Iturralde y Sergio Botana apoyaron al intendente de Maldonado Enrique Antía en su propia precandidatura. Posteriormente, con vistas a las elecciones parlamentarias de octubre, se conformó una lista al Senado, encabezada por Larrañaga, con Carlos Moreira en segundo lugar (a su vez, con Jorge Gandini de suplente), y la Prof. Ana Ribeiro en el tercer puesto. La intendenta de Lavalleja Adriana Peña se alejó del sector.

### Ciclo electoral 2024-2025
De cara a las elecciones internas de 2024 la agrupación apoyó la precandidatura de Laura Raffo, apoyada también por el Herrerismo y por el Movimiento Nacional de Rocha. Posteriormente a las elecciones internas oficializaron la integración de la agrupación a Alianza País, un nuevo sector conformado junto a recién creado Espacio País. Para las elecciones de octubre Alianza País conformó una lista al Senado en la que dirigentes de Alianza Nacional tuvieron un gran protagonismo. El dirigente maragato Carlos Camy, primer suplente de la sorianense María Fajardo (quien renunció a la banca en el Senado para asumir como diputada), es el único Senador perteneciente a la agrupación para el período 2025-2030.
El único dirigente de la agrupación electo como intendente en las elecciones departamentales de 2025 fue el sorianense Guillermo Besozzi.